# Тадолини, Евгения
Евгения Тадолини (урождённая Садорани; 9 июля 1809 — 11 июля 1872) — итальянская оперная певица (сопрано).

## Биография
Евгения Садорани родилась в Форли в благополучной семье среднего класса, по решению своего отца изучала музыку и училась вокалу сначала в родном городе, затем в Болонье; её учителем был композитор Джованни Тадолини, за которого она 13 апреля 1827 года вышла замуж; в 1834 году развелась с ним. Дебютировала на сцене оперного театра Флоренции в 1828 году, первый настоящий успех пришёл к ней после выступления 29 декабря 1829 года в Парме, после чего пела во всех ведущих оперных театрах Италии, а также в Париже, Лондоне и Вене. Была одной из любимых певиц Доницетти и Мерканданте, исполнив заглавные партии во многих их операх.
С лета 1830 года жила вместе с мужем в Париже и пела на сцене Итальянского театра, где её супруг был постановщиком опер. С 1833 года супруги жили отдельно, в 1834 году развелись, после чего Евгения вернулась в Италию и исполняла ведущие партии в театрах Ла Скала, Ла Фениче и других. С 1842 года выступала преимущественно на сцене Сан-Карло в Неаполе, весной 1848 года выступала в Лондоне, с 1849 по 1851 год пела в Неаполе в трёх премьерах. Вышла на пенсию в 1852 году, после чего жила сначала в Неаполе со своим единственным выжившим ребёнком, а затем в Париже, куда бежала со своим любовником, молодым неаполитанским принцем, в 1860 году, после взятия Неаполя гарибальдийцами. В Париже она жила сначала на Елисейских полях, но по мере ухудшения финансового положения переехала в жильё на улице Фобур-Сент-Оноре. В 1862 году скончалась от брюшного тифа, похоронена на кладбище Пер-Лашез.